# Tradição polícroma da Amazônia
A Tradição Polícroma da Amazônia é uma unidade taxonômica, criada pelos arqueólogos, para definir um conjunto de cerâmicas da pré-história sul-americana, mais especificamente da Amazônia Legal. Sua principal característica é o uso da policromia como aspecto decorativo no corpo de utensílios cerâmicos, principalmente o uso de pintura vermelha e preta sobre um engobo branco.
Seus aspectos decorativos já haviam chamado a atenção dos espanhóis, no início da exploração na amazônia no século XVI. Segundo o frei Gaspar de Carvajal, que acompanhava a expedição de Francisco de Orellana, após uma invasão de uma aldeia na região do atual município de Codajás (nomeada por ele de Aldeia da Louça), ele descreve sobre a cerâmica encontrada:
"Havia nessa povoação uma casa de diversões, dentro da qual encontramos muita louça dos mais variados feitios: havia talhas e cântaros enormes, de mais de vinte e cinco arrobas, e outras vasilhas pequenas como pratos, escudelas e candeeiros, tudo da melhor louça que já se viu no mundo, porque a ela nem a de Málaga se iguala. É toda vidrada e esmaltada de todas as cores, tão vivas que espantam, apresentando, além disso, desenhos e figuras tão compassadas, que naturalmente eles trabalham e desenham como o romano.
É a tradição cerâmica com maior dispersão pela amazônia, sendo subdivida em fases cerâmicas conforme o seu contexto arqueológico e região encontrada. Essa tradição cerâmica foi utilizada pela primeira vez, como categoria de classificação, por Howard em 1947 (Polychrome Division of Amazonia) e trabalhado melhor como Tradição Polícroma da Amazônia por J. P. Brochado e D. Lathrap na década de 1980.
Alguns arqueólogos acreditam que essas fases cerâmicas possuem um mesmo centro de origem e que estariam fortemente ligado ao surgimento dos grupos indígenas da família linguística Tupi-Guarani. O primeiro a propor a ideia de que uma origem tupi seria na região amazônica foi Landislau Netto em 1885. Atualmente, acredita-se que tanto essa tradição cerâmica, como a expansão dos povos tupi-guarani, tenha se originado na região entre o rio Madeira e o rio Guaporé, no estado de Rondônia. Nessa região amazônica, foram encontrados as datas mais antigas para a Tradição Polícroma (150 a.C.) e seria o centro de domesticação de plantas como a mandioca (Manihot esculenta) e a pupunha (Bactris gasipaes).

## Coloração presente
Os artesãos utilizam uma variedade de materiais, como fibras naturais, sementes, cascas de árvores e penas de pássaros, para criar cestarias, joias, máscaras e outros objetos decorativos. Essas peças geralmente apresentam uma ampla gama de cores vibrantes, refletindo a abundância da natureza amazônica.

## Fases cerâmicas
Os cacicados amazônicos (amazônidas) ceramistas:
- Fase Marajoara (termo generalizado) na foz do rio Amazonas.[8][9][10] Subdivida em fases distintas conforme níveis de ocupação e desenvolvimento da sociedade: Ananatuba, Mangueiras, Formiga, Acauã,[11] Alta Marajoara e, Aruã.[12] Algumas ocorrências também na região do Tapajós.[8]
- Fase Apuaú, Fase Guarita, Fase Samambaia e Fase Manauacá no baixo e médio rio Negro, baixo rio Japurá e Amazônia Central.[13][14][15]
- Fase Tefé e Fase São Joaquim no médio e alto rio Solimões.[15]
- Fase Borba e Fase Jatuarana no médio e baixo rio Madeira.[13][16]
- Fase São João no alto rio Negro.[17]
- Fase Independência, Fase Cacarapí e Fase Criajó no baixo rio Xingu[18]
- Fase Tauá no baixo rio Tocantins.[13]
- Fase Marmelos, Fase Pupunha e Fase Jatuarana no alto rio Madeira.[13][19]
- Fase Pirapitinga no alto rio Solimões.[15]
- Fase Napo no rio Napo.[20].
- Fase Araracuara no rio Caquetá.[21]
- Fase Caimito no médio e alto rio Ucayali e rio Huallaga.[22]
- Fase Zebu e Fase Nofurei no alto rio Solimões e alto rio Japurá.[21]
- Fase Koriabo e Fase Cajuaçu na foz do rio Amazonas e do rio Orinoco.[23]